# Donnery
Donnery est une commune française située dans le département du Loiret en région Centre-Val de Loire.
Ses habitants sont appelés les Donnerysiens.

## Géographie

### Localisation

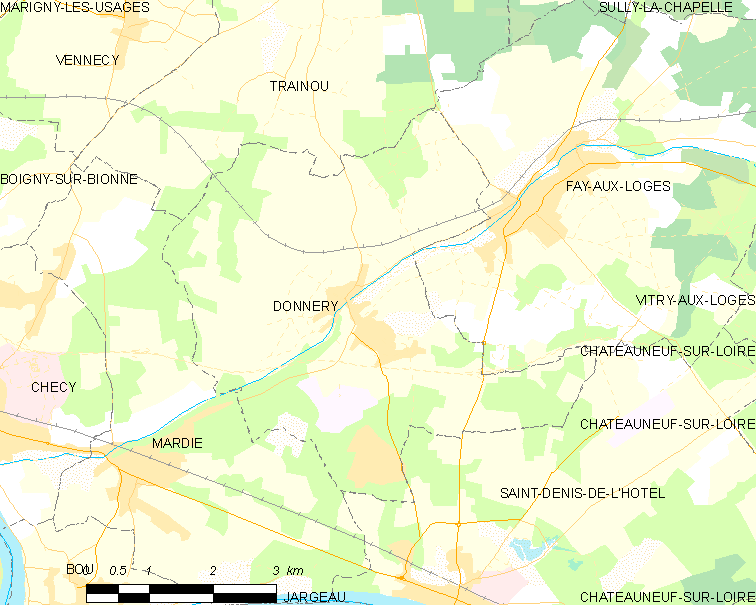
Carte de la commune de Donnery et des communes limitrophes.

La commune de Donnery se trouve dans le centre du département du Loiret, dans la région agricole de l'Orléanais et l'aire urbaine d'Orléans.  À vol d'oiseau, elle se situe à 14,6 km  d'Orléans, préfecture du département, et à 6,3 km de Chécy, ancien chef-lieu du canton dont dépendait la commune avant mars 2015. La commune fait partie du bassin de vie de Jargeau dont elle est éloignée de 5,6 km.
Les communes les plus proches sont : Fay-aux-Loges (3,2 km), Mardié (4,8 km), Saint-Denis-de-l'Hôtel (5,1 km), Vennecy (5,4 km), Jargeau (5,6 km), Darvoy (5,8 km), Bou (6,3 km), Chécy (6,3 km), Traînou (6,6 km) et Boigny-sur-Bionne (7,2 km).

### Lieux-dits et écarts
Allon ; Allonne ; les Augustins ; Bajin ; Bel-Air ; Bas-les-Armes (anciennement : le Bois des Armes) ; la Binoche ; les Barreaux ; Bellevue ; la Bergerie ; Boisgault ; Bonville ; les Grandes-Brières (ou Bruyères) ; les Petites-Brières (ou Bruyères) ; la Brosse ; le Bouchet : le Carrefour ; le Carrouge (ou Cas Rouge, forme erronée) ; le Chaillot ; le Champ-de-l'Orme ; le Champ-Torchon ; la Chaumette ; le Clos Canard ; le Cornélat ; la Coudraie ; la Croix-Percy ; la Darquerie ; Flein ; les Gabereaux ; le Gâtinais ; le Gazon ; la Glazière ; la Grand-Maison (de Pucy) ; les Grands-Billons ; la Grosse-Planche ; la Houllière ; la Justice ; la Laurendière ; les Loges ; la Mahise ; le Mardouzet ; Monplaisir ; Montréal ; la Morinière ; la Motte-Melleraye ; le Murger ; le Pas d'Or ; la Patellerie ; les Petites-Bordes ; le Plessis ; la Poterie (anciennement : la Beaupoterie) ; la Ramonèterie ; Rohard ; Ronville ; la Rouannière ; les Rousseaux ; la Rue ; les Teunières ; Tonnely (anciennement : Toligny) ; la Touche ; le Vieux-Moulin (anciennement : le Moulin-Laurent) et la Voie-des-Prés.

### Géologie et relief
- Fz : Alluvions récentes des lits mineurs (Holocène)
- Fw : Alluvions de haute terrasse de la Loire (Pléistocène (Riss))
- m3-p1SASo : Sables et argiles de Sologne (Langhien supérieur à Pliocène inférieur.)
- m2MSO : Marnes et sables de l'Orléanais (Burdigalien)
- m2MCO : Marnes et calcaires de l'Orléanais (Burdigalien)
- m1CPi : Calcaires de Pithiviers (Aquitanien)

Carte géologique de la commune de Donnery.
Fz : Alluvions récentes des lits mineurs (Holocène)
Fw : Alluvions de haute terrasse de la Loire (Pléistocène (Riss))
m3-p1SASo : Sables et argiles de Sologne (Langhien supérieur à Pliocène inférieur.)
m2MSO : Marnes et sables de l'Orléanais (Burdigalien)
m2MCO : Marnes et calcaires de l'Orléanais (Burdigalien)
m1CPi : Calcaires de Pithiviers (Aquitanien)
$ : Carrière à ciel ouvert

La région d’Orléans se situe dans le sud du Bassin parisien, vaste cuvette composée d’un empilement de couches sédimentaires d’origines essentiellement détritiques (issus de l’érosion d’anciennes chaînes de montagnes) et carbonatées (précipitation de carbonate de calcium). Ces dépôts s'étagent du Trias (- 250 millions d’années) au Pliocène (- 23 millions d’années) et se font surtout en contexte marin, mais aussi en milieu lacustre. Les successions de périodes glaciaires et interglaciaires au Quaternaire aboutissent à la configuration géomorphologique actuelle : altération plus ou moins profonde des roches en place, terrasses alluviales anciennes perchées sur les plateaux et incision de la vallée actuelle de la Loire,.
Les calcaires de Beauce, qui constituent le socle du territoire communal, se forment à l'Aquitanien (de - 23 à - 20,5 millions d’années). Leur partie supérieure, les calcaires de Pithiviers (m1CPi) et les marnes et calcaires de l’Orléanais (m2MCO), affleurent sur les flancs de l’Oussance,. Les calcaires de Beauce sont recouverts par les sables de l'orléanais ( m2MSO), premiers dépôts burdigaliens (de – 20,44 à – 15,97 millions d'années) venus combler les irrégularités sur plus de 6 m d’épaisseur couvrant la majorité de la commune, englobant le bourg. Les sables sont essentiellement composés de grains de quartz émoussés, accompagnés de feldspaths kaolinisés et friables, de silex à patine noire et de graviers calcaires particulièrement fréquents à la base de la formation,. Cette formation est elle-même surmontée par les sables et argiles de Sologne (m3-p1SASO), datés du Langhien supérieur au Pliocène inférieur, une formation composée de sables (quartz gneissique ou granitique) argileux très grossiers à fins et de lentilles d’argile verte, pure ou sableuse, occupant une partie est de la commune. Divers alluvions complètent cette stratigraphie géologique : des alluvions fluviatiles anciennes, les hautes terrasses de la Loire, comprises entre 10 et 30 m (Fw) et affleurant dans le sud du territoire communal, et des alluvions plus récentes, datant de l'Holocène (Fz), situées dans le fond de la vallée de l’Oussance.
Les sables burdigaliens ont été exploités par intermittence dans plusieurs petites carrières, servant de remblais ou parfois utilisés en construction lorsqu'ils sont suffisamment purs. Les marnes de l'Orléanais furent naguère employées pour amender les sols sableux. Enfin, le calcaire de Beauce était autrefois l'objet d'intenses exploitations tant en carrière souterraine qu'à ciel ouvert, il fournissait des moellons gélifs. Aucune carrière n'est actuellement en cours d'exploitation.
Fragmentés et fissurés, les calcaires peuvent être le siège de phénomènes karstiques. Les circulations préférentielles d’eaux souterraines érodent ces calcaires en profondeur et entraînent la formation de dépressions, gouffre ou dolines. Les manifestations en surface de ces fragilités ne sont pas rares dans la région orléanaise. Des cavités ont été inventoriées par le service régional Centre du BRGM, en octobre 2003. Quarante ont été dénombrées sur l’ensemble de la commune, dont un gouffre et des dolines (dépressions circulaires ou elliptiques liées à l'activité karstique).

#### Relief
La topographie générale se caractérise par une surface à peu près plane dont la pente est orientée nord-est - sud-ouest, selon la vallée de l'Oussance. Les altitudes vont de 103 m, en limite avec la commune de  Mardié, à 122 m au lieu-dit la Rouannière. La surface est modelée par trois vallées se croisant au sud-ouest du bourg : celle principale de l'Oussance ayant servi à la construction du canal d'Orléans ; celle de la Crénolle, cours d'eau ou plus exactement fossé naturel drainant les eaux venant de Traînou ; et une vallée sèche en direction de Châteauneuf-sur-Loire qu'emprunte la tangentielle d'Orléans (RN 60) (présence de gouffres le long). L'altitude du territoire varie en effet de 99 mètres à 124 mètres,.

### Hydrographie

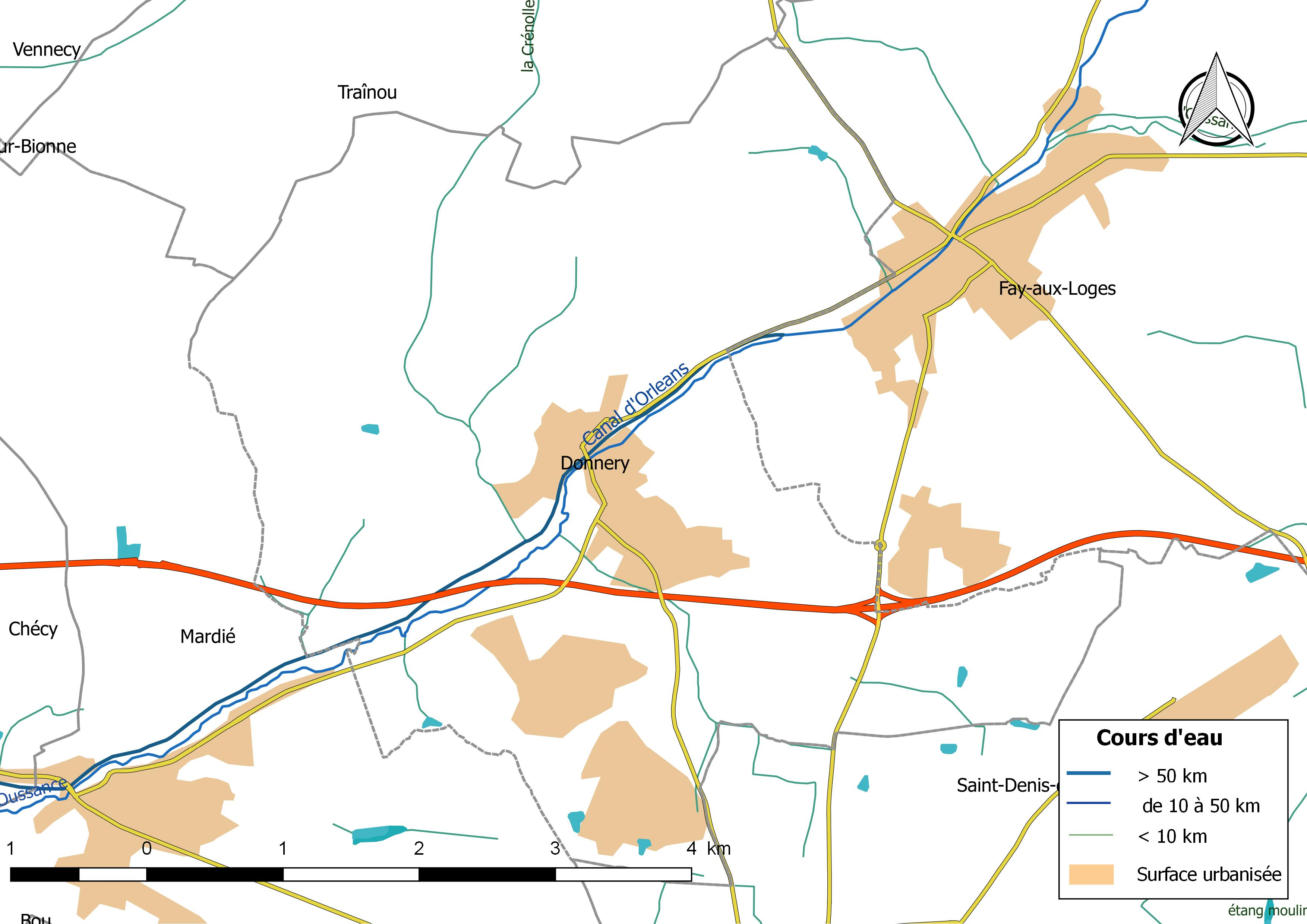
Réseau hydrographique de Donnery.

La commune est traversée par le Canal d'Orléans (3,801 km). Le réseau hydrographique communal, d'une longueur totale de 20,46 km, comprend un autre cours d'eau notable, l'Oussance (3,892 km), et divers petits cours d'eau dont la Crénolle (3,615 km).
Le canal d’Orléans court sur 78,65 kilomètres entre Orléans, où il débouche dans la Loire et Châlette-sur-Loing, où il rejoint le canal du Loing et le canal de Briare au niveau du bief de Buges. La commune de Donnery est traversée pour parie par le bief de Donnery et pour partie par le bief de Pont-aux-Moines. Le bief de Donnery, d'une longueur de 4 500 m entre l’écluse de Fay en amont et l'écluse de Donnery en aval est le quatrième plus long bief du canal d’Orléans après le bief de partage dont la longueur est de 18,93 km, le bief de Combleux et le bief de Pont-aux-moines. Le canal est en plein essor de 1692 à 1793. De 1 500 à 2 000 bateaux remontent chaque année la Loire depuis Nantes pour gagner Paris. Mais avec la concurrence du rail, le trafic diminue puis disparaît complètement au début du 20e siècle. Le canal est déclassé en 1954 des voies navigables et entre dans le domaine privé de l’État. Des promenades dans un bateau pouvant accueillir une centaine de places sont aujourd'hui proposées entre le port d'attache de Pont-aux-Moines et Combleux en aval.
L'Oussance, d'une longueur totale de 19,9 km, prend sa source dans la commune de Nibelle et se jette  dans le Canal d'Orléans à Orléans, après avoir traversé 11 communes.

### Climat
Pour des articles plus généraux, voir Climat du Centre-Val de Loire et Climat du Loiret.
En 2010, le climat de la commune est de type climat océanique dégradé des plaines du Centre et du Nord, selon une étude du CNRS s'appuyant sur une série de données couvrant la période 1971-2000. En 2020, Météo-France publie une typologie des climats de la France métropolitaine dans laquelle la commune est exposée à un climat océanique altéré et est dans la région climatique Moyenne vallée de la Loire, caractérisée par une bonne insolation (1 850 h/an) et un été peu pluvieux.
Pour la période 1971-2000, la température annuelle moyenne est de 11 °C, avec une amplitude thermique annuelle de 15,3 °C. Le cumul annuel moyen de précipitations est de 671 mm, avec 10,7 jours de précipitations en janvier et 7,1 jours en juillet. Pour la période 1991-2020, la température moyenne annuelle observée sur la station météorologique de Météo-France la plus proche, sur la commune de Loury à 10 km à vol d'oiseau, est de 11,8 °C et le cumul annuel moyen de précipitations est de 757,1 mm,. Pour l'avenir, les paramètres climatiques de la commune estimés pour 2050 selon différents scénarios d'émission de gaz à effet de serre sont consultables sur un site dédié publié par Météo-France en novembre 2022.

## Toponymie
Donnery tire son nom de l'ancienne Dominiciacum ou Villa Dominicii. Le village s'est donc développé à partir du Domaine de Dominicius, un riche propriétaire terrien de l'époque gallo-romaine, le vocable en bas latin Dominiciacum étant formé du gentilice Dominicius, suivi du suffixe acus,,. La dénomination est attestée dans différents écrits très anciens : Dominiciacus au XIe siècle, Donisiacus et Donesiacus, 1208 et 1260, Donnesiacum en 1235,.
La forme actuelle « Donnery », anciennement Donnesi, est due au phénomène phonétique appelé rhotacisme, très commun en région Centre-Val de Loire, avec attraction tardive des finales en ery (régression du son S au son R). Ainsi Donnesy apparaît en juillet 1353 puis en janvier 1397. Les mentions suivantes sont ensuite rencontrées : Apud Donesyacum en j arpentum[vinearum]  au XIVe siècle, Donçay, près d’Orléans, le 17 avril 1400, Donnesy en janvier 1408, puis Donnery lès Jargeau en juillet 1415, Donnery en décembre 1499, Donnesy en 1646,Donnery en 1740 ; Donery au XVIIIe siècle sur la Carte de Cassini ou Donnery en 1801, dans l'arrêté du 5 vendémiaire an IX portant réduction des justices de paix du département du Loiret.
Charles Péguy évoque la prononciation de Donnery en 1910 dans « Victor-Marie, Comte Hugo » : « Donnery qu’il faut prononcer Deaunnery avec un ô très long, un eau qui ne finit pas, qui devant le double n résonne comme un tonnerre grave et long. ».

## Histoire

### Époque gallo-romaine et franque
Dans le bourg ont été mis au jour en 1978, les restes d'une villa gallo-romaine confirmant l'origine du nom de la commune. Cette découverte confirme d'autres faites au XIXe siècle (fragment de colonne de marbre blanc à l'occasion des fondations de la nouvelle sacristie). Les bases de murs de la villa gallo-romaine ont peut-être servi postérieurement en partie, à l'édification de l'église Saint-Étienne. Cette villa pouvait être étendue puisque des tuiles à rebord ont été trouvées dans la pente du Murger. Ce nom de lieu signifie d'ailleurs, des restes de ruines antiques. D'autres lieux de la commune ont sans doute une origine identique : Pucy (la Grand-Maison). Allonne (du latin Allonna) tire son nom d'une déesse fontainière plutôt que de celui des barbares alains. Le suffixe "onne" se retrouve dans le nom de nombreuses rivières.
La période mérovingienne qui suit, est également riche en trouvailles. D'autres domaines (ou villas) se sont constitués. Le suffixe "ville" est caractéristique de cette période : "Bonville", "Ronville". Les mêmes fouilles autour de l'église ont permis de mettre au jour des sarcophages de pierre d'un ancien cimetière. Ils renfermaient des ossements humains, des armes, des bijoux et une plaque-boucle (déposés au musée historique et archéologique de l'Orléanais d'Orléans).

### Époque médiévale
Ce cimetière mérovingien perdure à l'époque médiévale, au sud de l'église. Il est connu sous le nom de cimetière de Saint-Hilaire en raison de la présence d'une chapelle de ce nom proche de l'église. Des traces de cette chapelle sont encore visibles malgré les transformations entreprises au début du XIXe siècle pour rendre ce lieu habitable. Entre-temps le cimetière s'était réduit à un petit cimetière au chevet de l'église pour y enterrer seulement les enfants en bas âge. La chapelle a servi ensuite d'auditoire de justice pour les seigneurs d'Allonne. Ceux-ci y ont placé une pierre représentant leurs armoiries : elle est toujours visible sur la maison d'habitation. En 1954, le propriétaire de cette maison avait trouvé un sarcophage identique à ceux découverts dans la rue de l'église en 1965 et 1978.
La population du village devait être importante puisqu'il existait un second cimetière au quartier de Montréal (hameau le plus important après le bourg). Il était désigné sous le nom de cimetière de Saint-Martin en raison de la présence d'une chapelle de ce nom. Son grand état de vétusté devenait dangereux pour les habitants de sorte qu'il a été décidé de la démolir en 1793. C'est le cimetière actuel de la commune.
Il existe d'autres traces de cette période. Ce sont les mottes féodales : buttes fortifiées entourées de fossés. Certaines sont encore visibles (les Barreaux, la Motte-Melleraye, la Motte Saint-Vrain et peut-être la Motte d'Estivée à la Darquerie). Sur les terres de la Touche se trouvait aussi la Motte-Collion dont il ne reste que le nom, les labours ont dû la faire disparaître.
De cette époque datent aussi les vieux chemins dont le chemin de Saint-Vrain. Un culte à cet évêque de Cavaillon était rendu à Jargeau. Ce chemin était un chemin de pèlerinage. On retrouve sa trace plus au nord : à Mardié (les Breteaux), à Boigny-sur-Bionne, à Loury. Dans ce lieu comme à Donnery, il sert à marquer la limite des communes, ce qui prouve son ancienneté. La motte féodale de ce nom se trouve à proximité de ce chemin dont la portion dans la traversée de bois a aujourd'hui disparu. Il existait à ses extrémités deux croix permettant de repérer son emplacement entre les bois de la Motte-Melleraye et ceux de la Gaillardière.
Deux constructions remontent au Moyen Âge. Ce sont l'église et le château d'Allonne. L'église placée sous le vocable de Saint-Étienne et de Saint-Sébastien, date du XIIIe siècle pour sa partie la plus ancienne (le chœur). La nef principale a été détruite probablement en raison d'un incendie durant les guerres de la Ligue. Le feu détruisit le presbytère par la même occasion. Cela eut pour conséquence grave la mise en danger de la nef latérale datant du XVe siècle : un arc n'avait plus appui sur la nef principale ce qui occasionna la pose d'un contrefort le long d'un pilier pour éviter l'affaissement de la voûte de la nef latérale. La tour-clocher haute de 30 mètres est à base carrée avec toit en bâtière.
Le château d'Allonne date du XVe siècle mais il a perdu son allure primitive. Il ne subsiste que les deux tours circulaires de devant. Celle de droite est un colombier à pied, privilège des seigneurs détenant le droit de haute justice. Ce pigeonnier était appelé ainsi car il possédait des boulins de la base jusqu'en haut. Le nombre de ses cases était en rapport avec la surface à fumer par les excréments des volatiles. Habité jusqu'en 1710 par la famille de Féal ou de Foyal, le château fut ensuite délaissé par les propriétaires qui habitaient le château de la Touche. Il ne subsista que la ferme qui fut entretenue, le reste tomba en ruines. Les tours de derrière furent démolies ainsi que la chapelle Saint-Lubin du château.
Montréal était le hameau le plus important de Donnery. Ce nom de lieu (du latin Montem regalem) date du Moyen Âge, signifiant "hauteur appartenant au roi". Mais son origine est beaucoup plus ancienne puisque dans le cimetière, il a été découvert des sarcophages identiques à ceux trouvés dans le bourg. Montréal (Moréal ou Mozial dans le parler local) n'était qu'une modeste seigneurie ayant appartenu aux de Loynes d'Orléans. Elle a été acquise en 1666 par le seigneur d'Allonne. Il existait une maison seigneuriale qui se distinguait des maisons paysannes voisines par la présence d'un étage, et d'une belle cave voûtée qui est uniquement ce qui reste aujourd'hui de cette maison. Au XVIe siècle, elle était encore entourée de fossés.

### Révolution française et Empire

#### Nouvelle organisation territoriale
Le décret de l'Assemblée Nationale du 12 novembre 1789 décrète « il y aura une municipalité dans chaque ville, bourg, paroisse ou communauté de campagne ». En 1790, dans le cadre de la création des départements, le Loiret compte alors 367 municipalités, rattachées à 59 cantons et 7 districts. La municipalité de Donnery est rattachée au canton de Saint Denis de l'Hôtel et au district d'Orléans.  Le terme « commune », au sens de l’administration territoriale actuelle, est imposé par le décret de la Convention nationale du 10 brumaire an II (31 octobre 1793) : « La Convention nationale, sur la proposition d’un membre, décrète que toutes les dénominations de ville, bourg ou village sont supprimées et que celle de commune leur est substituée ». Ainsi la municipalité de Donnery devient formellement « commune de Donnery » en 1793.
Les cantons sont supprimés, en tant que découpage administratif, par une loi du 26 juin 1793, et ne conservent qu'un rôle électoral, permettant l’élection des électeurs du second degré chargés de désigner les députés,. La Constitution du 5 fructidor an III, appliquée à partir de vendémiaire an IV (1795) supprime les districts, considérés comme des rouages administratifs liés à la Terreur, mais maintient les cantons qui acquièrent dès lors plus d'importance en retrouvant une fonction administrative. Enfin, sous le Consulat, un redécoupage territorial visant à réduire le nombre de justices de paix ramène le nombre de cantons dans le Loiret de 58 à 31,. Donnery est alors rattachée au canton Chécy et à l'Arrondissement d'Orléans par arrêté du 9 vendémiaire an X (1er octobre 1801),,. En 1806, la commune est rattachée au canton d'Orléans-Nord-Est, un canton nouveau formé d'une commune de l'ancien canton d'Ingré, supprimé, de sept communes issues du canton de Neuville et de trois issues du canton de Patay. Cette organisation reste inchangée jusqu'en 1973 où la commune est rattachée au canton de Saint-Jean-de-Braye.

## Urbanisme

### Typologie
Au 1er janvier 2024, Donnery est catégorisée bourg rural, selon la nouvelle grille communale de densité à sept niveaux définie par l'Insee en 2022.
Elle appartient à l'unité urbaine de Fay-aux-Loges, une agglomération intra-départementale regroupant deux  communes, dont elle est une commune de la banlieue,,. Par ailleurs la commune fait partie de l'aire d'attraction d'Orléans, dont elle est une commune de la couronne,. Cette aire, qui regroupe 136 communes, est catégorisée dans les aires de 200 000 à moins de 700 000 habitants,.

### Occupation des sols
L'occupation des sols de la commune, telle qu'elle ressort de la base de données européenne d’occupation biophysique des sols Corine Land Cover (CLC), est marquée par l'importance des territoires agricoles (61 % en 2018), en diminution par rapport à 1990 (64,6 %). La répartition détaillée en 2018 est la suivante : 
terres arables (58,7 %), forêts (27 %), zones urbanisées (9,4 %), espaces verts artificialisés, non agricoles (2,7 %), zones agricoles hétérogènes (1,9 %), prairies (0,5 %).
L'évolution de l’occupation des sols de la commune et de ses infrastructures peut être observée sur les différentes représentations cartographiques du territoire : la carte de Cassini (XVIIIe siècle), la carte d'état-major (1820-1866) et les cartes ou photos aériennes de l'IGN pour la période actuelle (1950 à aujourd'hui).

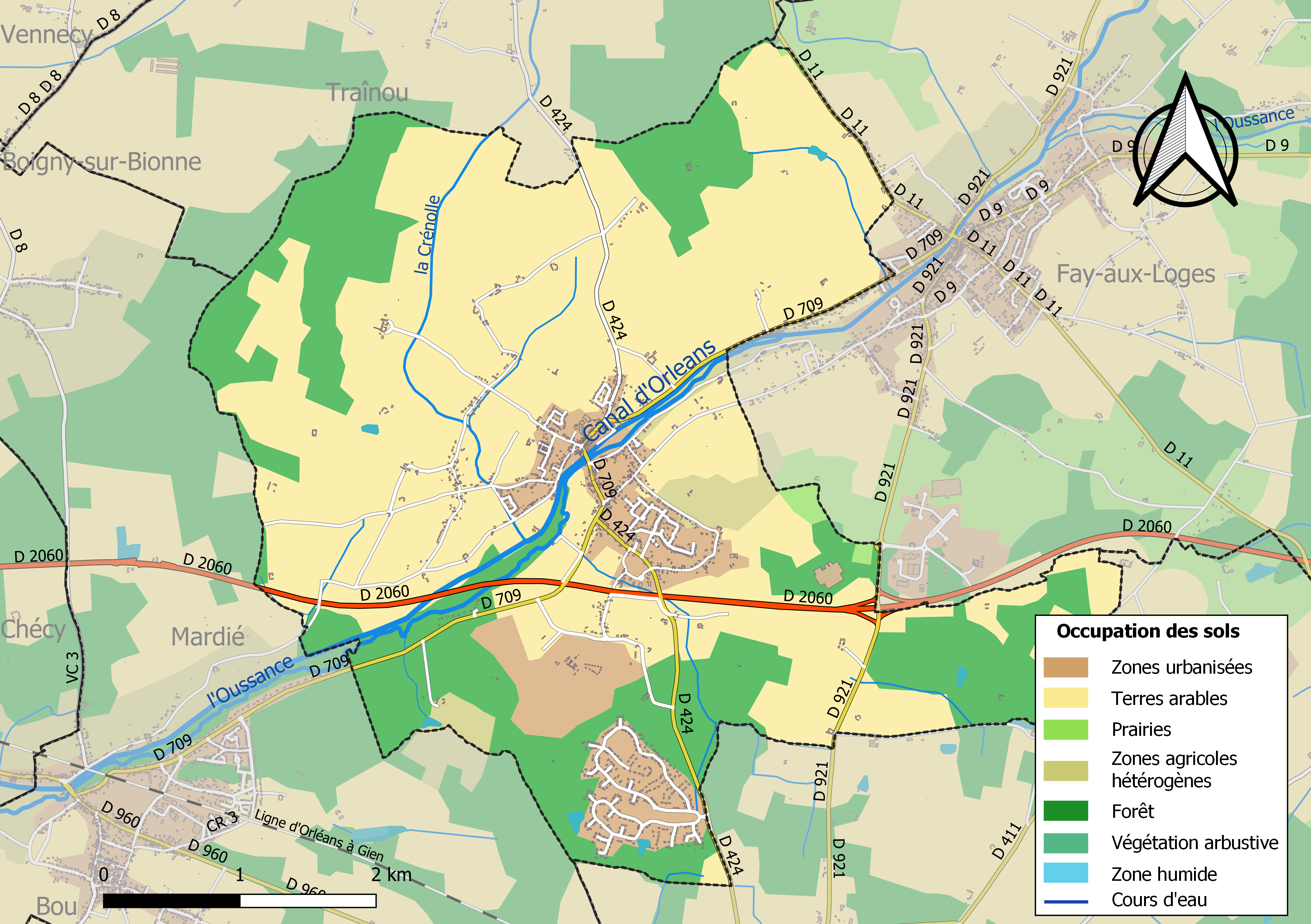
Carte des infrastructures et de l'occupation des sols de la commune en 2018 (CLC).
Carte orthophotographique de la commune en 2016.

### Planification

#### Plan local d'urbanisme
La commune prescrit l'élaboration d'un plan d'occupation des sols en juillet 1974. Le document est approuvé en mars 1977 puis révisé en mars 1983 et en mai 1987. Il est également modifié à plusieurs reprises. La loi relative à la solidarité et au renouvellement urbains du 13 décembre 2000, dite loi SRU, complétée par la loi urbanisme et habitat du 2 juillet 2003, marque une évolution de la planification urbaine en créant notamment les plans locaux d’urbanisme (PLU), vecteurs de projets de territoire, appelés à se substituer progressivement aux plans d’occupation des sols. Le PLU contient deux éléments nouveaux par rapport au POS : le plan d'aménagement et de développement durable (PADD), qui exprime le projet de la ville par des orientations générales en matière d'urbanisme, de développement, d'équipement et de préservation de l'environnement et les orientations d'aménagement et de programmation (OAP) qui correspondent à des zooms qui peuvent porter sur des quartiers ou secteurs à mettre en valeur, réhabiliter, restructurer ou aménager, ou sur l'aménagement d'un espace public, etc. Les élus ne décident de réviser le POS et de le faire évoluer en PLU que le 16 septembre 2010 devant la nécessité de mettre en œuvre une réflexion plus poussée et plus opérationnelle sur les possibilités d’extension des zones constructibles de la commune,,. Il est approuvé en juillet 2013 mais est ensuite annulé en mai 2014 à la suite d'un recours. Le 31 juillet 2014, la commune lance l'élaboration d'un nouveau PLU. Dans l'attente de l'approbation de ce document, c'est le POS de 1987 qui est applicable.

#### Documents d'orientations intercommunaux
La commune est membre du pays Forêt d'Orléans - Val de Loire, qui regroupe 32 communes. En 2012 les Pays Forêt d'Orléans Val de Loire, Loire Beauce et Sologne Val-sud sont les seuls territoires du département du Loiret ne disposant pas de schéma de cohérence territoriale (SCoT). Compte tenu  de l'intérêt de cet outil pour l'avenir des territoires, les élus de ces pays décident d'engager une démarche commune d'élaboration de SCoT. Le comité syndical du Pays Forêt d'Orléans - Val de Loire décide de prendre le 8 octobre 2015 la compétence « Elaboration, gestion et suivi du Schéma de Cohérence Territoriale » et, après avis favorable conforme des différentes communes membres (le 26 novembre 2015 pour Donnery), le Préfet approuve la modification des statuts en ce sens le 19 février 2016. Les trois SCoT sont lancés officiellement et simultanément à La Ferté-Saint-Aubin le 21 juin 2014, l'assistance à maîtrise d'ouvrage étant confiée à un seul bureau d'études. Après étude et concertation de 2014 à 2017, le document doit être approuvé en 2018.

### Voies de communication et transports

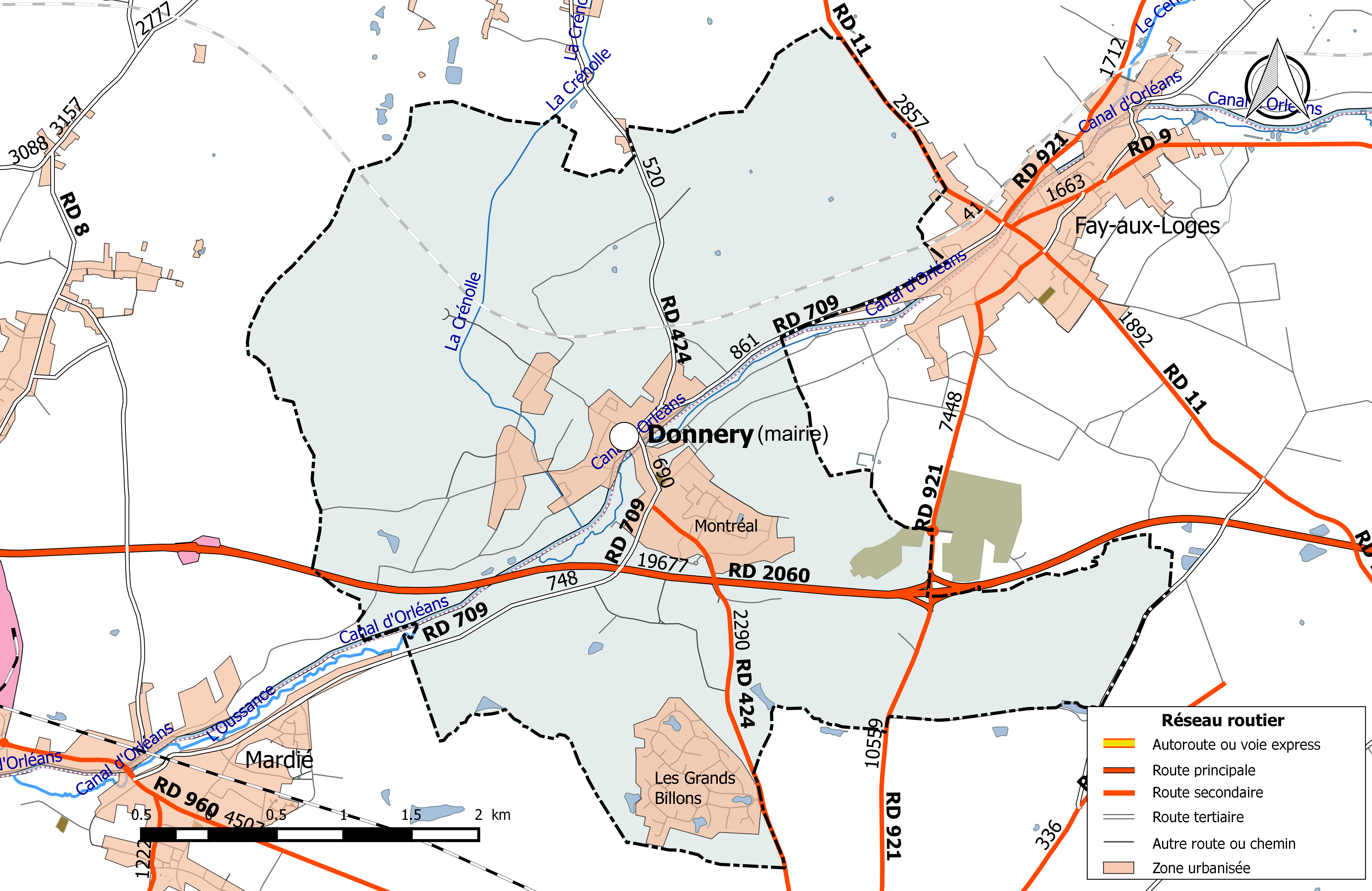
Réseau routier principal de la commune de Donnery (avec indication du trafic routier 2014).

#### Infrastructures routières
La commune est traversée par quatre routes départementales : la RD 2060, la RD 921, la RD 709 et la RD 724. Par ailleurs la RD 11 constitue, au nord-est du territoire communal, la limite séparative avec la commune de Fay-aux-Loges.
La RD 2060 qui traverse la partie sud de la commune la coupe en deux. L’échangeur est situé sur le territoire communal mais ne dessert pas directement le centre bourg. Il s'agit de l'ancienne RN 60 qui, à sa création, en 1824, succède à la Route impériale 172 et relie Briare à Angers par la rive droite de la Loire.  En 2005, elle est déclassée dans sa totalité et transférée au département du Loiret par arrêté préfectoral du 22 décembre 2005, consécutivement au décret du 5 décembre 2005 qui définit la nouvelle consistance du réseau routier national et qui prévoit de maintenir dans le réseau routier national un nombre restreint de routes nationales. Elle est classée route à grande circulation et supporte en 2014, dans la section traversant la commune, un trafic de 19 677 véhicules/jour.
La RD 921 traverse la frange est de la commune mais ne permet pas la desserte du bourg. Elle joue néanmoins un rôle important car elle constitue la sortie de la RD 2060 la plus proche pour accéder au
bourg de Donnery. Il s'agit de l'ancienne route nationale 721, qui reliait avant 1973 Étampes (RN20), Pithiviers, Jargeau et La Ferté-Saint-Aubin (RN 20). Elle a été transférée au département du Loiret par arrêté du 22 décembre 1972.  En 2014, elle supporte un trafic de 10 559 véhicules/jour au sud de la RD 2060. La RD 709 (748 véhicules/jour) longe le canal d’Orléans et relie Fay-aux-Loges à Mardié. La RD 424,  (2 290 véhicules/jour au sud du bourg) franchit le canal au niveau du centre bourg et relie Traînou à Saint-Denis-de-l'Hôtel.
Complétant ces voies, la commune est sillonnée de plusieurs voies communales et chemins ruraux desservant ses fermes et hameaux et les bourgs environnants.
Sur le plan urbanistique, les RD 2060 et 921 sont classées au titre du bruit des infrastructures de transports terrestres respectivement en catégories 2 et 3 sur la commune de Donnery. Dans une bande de largeur maximum respectivement de 250 et 100 mètres de part et d'autre de l'infrastructure, les bâtiments d'habitation nouveaux doivent respecter certaines conditions d'isolement acoustique minimal des façades des pièces principales et cuisines afin d'assurer la protection des occupants,.

#### Transports en commun
En 2016, la commune est desservie par la ligne no 17 du réseau Ulys, le réseau interurbain de transport par autocar du Conseil départemental du Loiret. Cette ligne, qui relie Beaune-la-Rolande à Orléans, propose un nombre de dessertes variable en fonction des jours ouvrables de la semaine. Des correspondances SNCF sont assurées dans la  gare d'Orléans. À compter du 1er janvier 2017, la compétence des services de transports routiers interurbains, réguliers et à la demande est transférée des départements aux régions, et donc localement du département du Loiret à la région Centre-Val de Loire, consécutivement à la loi NOTRe du 7 août 2015.

### Risques naturels et technologiques
La commune de Donnery est vulnérable à différents aléas naturels : climatiques (hiver exceptionnel ou canicule), mouvements de terrain ou sismique (sismicité très faible). 
Elle est également exposée à un risque technologique : le risque de transport de matières dangereuses. 
Entre 1989 et 2019, dix arrêtés ministériels ayant porté reconnaissance de catastrophe naturelle ont été pris pour le territoire de la commune  : six  pour des inondations et coulées de boue et quatre pour des mouvements de terrain.

#### Risques naturels
Le territoire de la commune peut être concerné par un risque d'effondrement de cavités souterraines non connues. Une cartographie départementale de l'inventaire des cavités souterraines et des désordres de surface a été réalisée. Il a été recensé sur la commune plusieurs effondrements de cavités.
Par ailleurs le sol du territoire communal peut faire l'objet de mouvements de terrain liés à la sécheresse. Le phénomène de retrait-gonflement des argiles est la conséquence d'un changement d'humidité des sols argileux. Les argiles sont capables de fixer l'eau disponible mais aussi de la perdre en se rétractant en cas de sécheresse. Ce phénomène peut provoquer des dégâts très importants sur les constructions (fissures, déformations des ouvertures) pouvant rendre inhabitables certains locaux. Celui-ci a particulièrement affecté le Loiret après la canicule de l'été 2003. Une grande partie du territoire de la commune est soumise à un aléa « fort » face à ce risque, selon l'échelle définie par le Bureau de recherches géologiques et minières (BRGM).
Depuis le 22 octobre 2010, la France dispose d’un nouveau zonage sismique divisant le territoire national en cinq zones de sismicité croissante. La commune, à l’instar de l’ensemble du département,  est concernée par un risque très faible.

#### Risques technologiques
La commune est exposée au risque de transport de matières dangereuses, en raison du passage sur son territoire d'une canalisation de gaz et d'itinéraires routiers structurants supportant un fort trafic (les routes départementales D 921),.

## Politique et administration

### Découpage territorial
La commune de Donnery est membre de la communauté de communes des Loges, un établissement public de coopération intercommunale (EPCI) à fiscalité propre créé le 1er janvier 1997 dont le siège est à Fay-aux-Loges. Ce dernier est par ailleurs membre d'autres groupements intercommunaux. En 2020, ces organismes sont le SMICTOM de la région de Châteauneuf-sur-Loire, le SM du bassin de la Bonnée, l'Agence Loiret Numérique, l'Établissement public d'aménagement et de gestion de l'eau sur le bassin versant du Loing, le SM des bassins versants de la Bionne et du Cens et le PETR Forêt d'Orléans-Loire-Sologne.
Sur le plan administratif, elle est rattachée à l'arrondissement d'Orléans, au département du Loiret et à la région Centre-Val de Loire. Sur le plan électoral, elle dépend du  canton de Châteauneuf-sur-Loire pour l'élection des conseillers départementaux, depuis le redécoupage cantonal de 2014 entré en vigueur en 2015, et de la sixième circonscription du Loiret  pour les élections législatives, depuis le dernier découpage électoral de 2010.

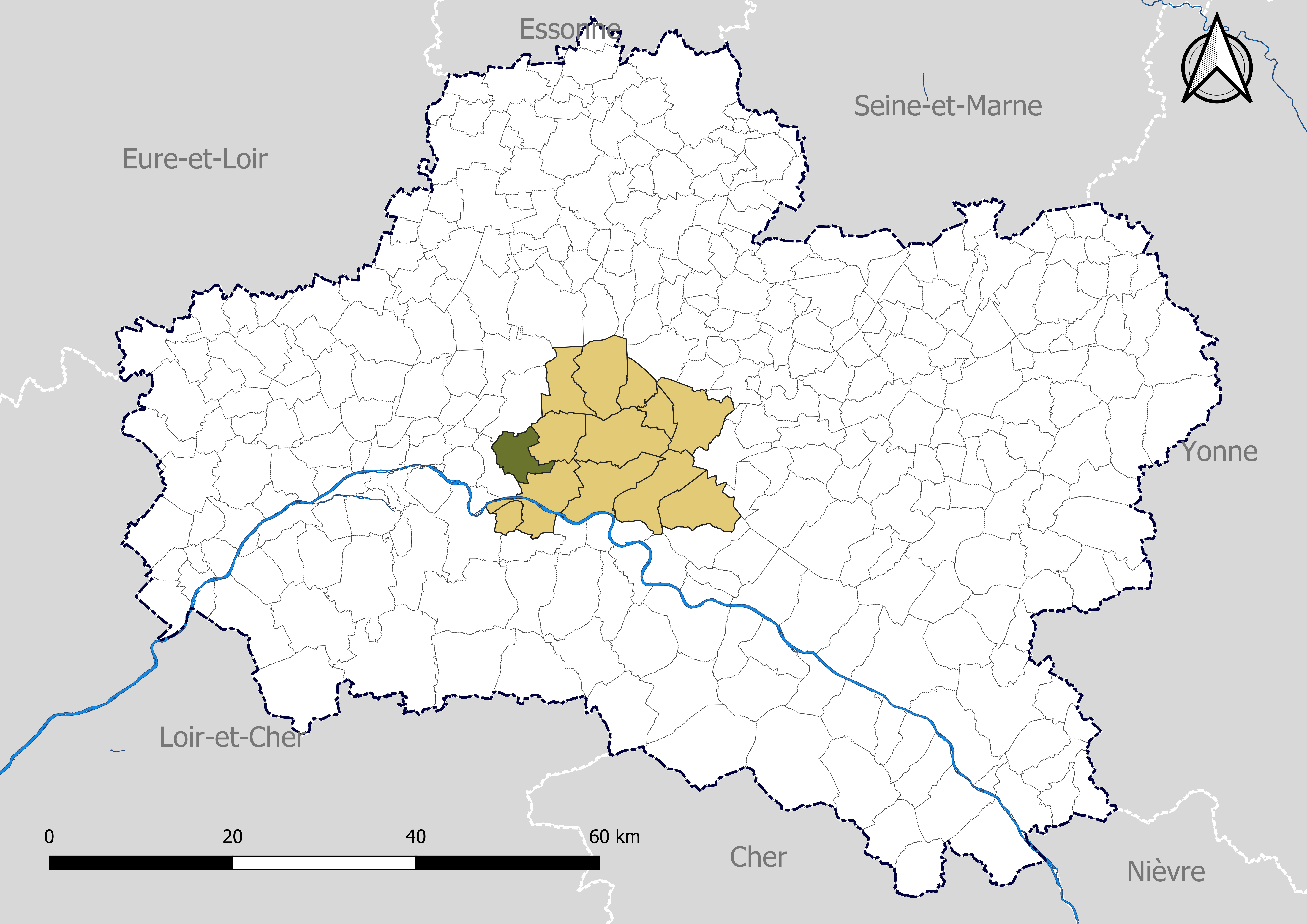
Donnery dans le canton de Châteauneuf-sur-Loire en 2020.
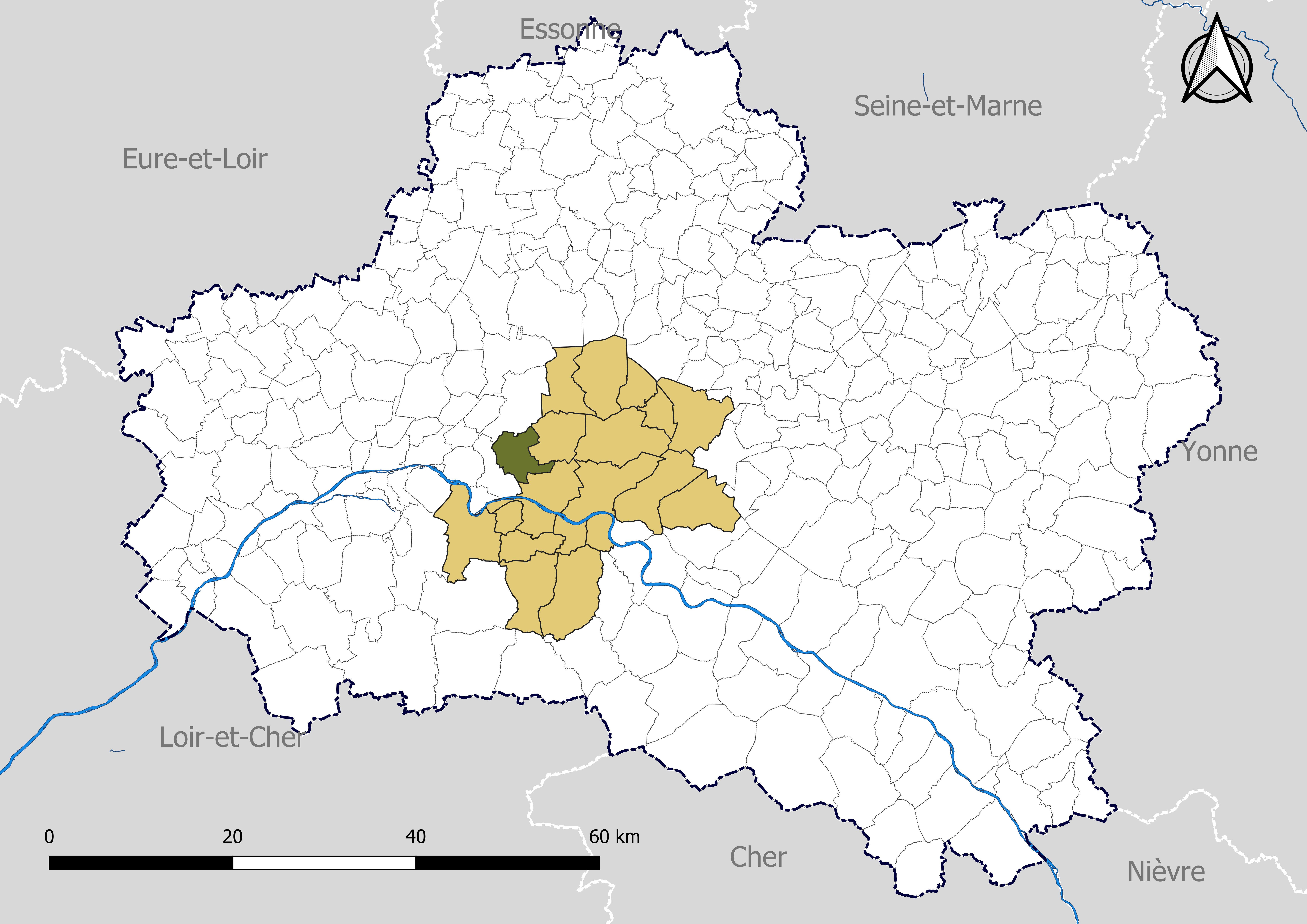
Donnery dans la communauté de communes des Loges en 2020.
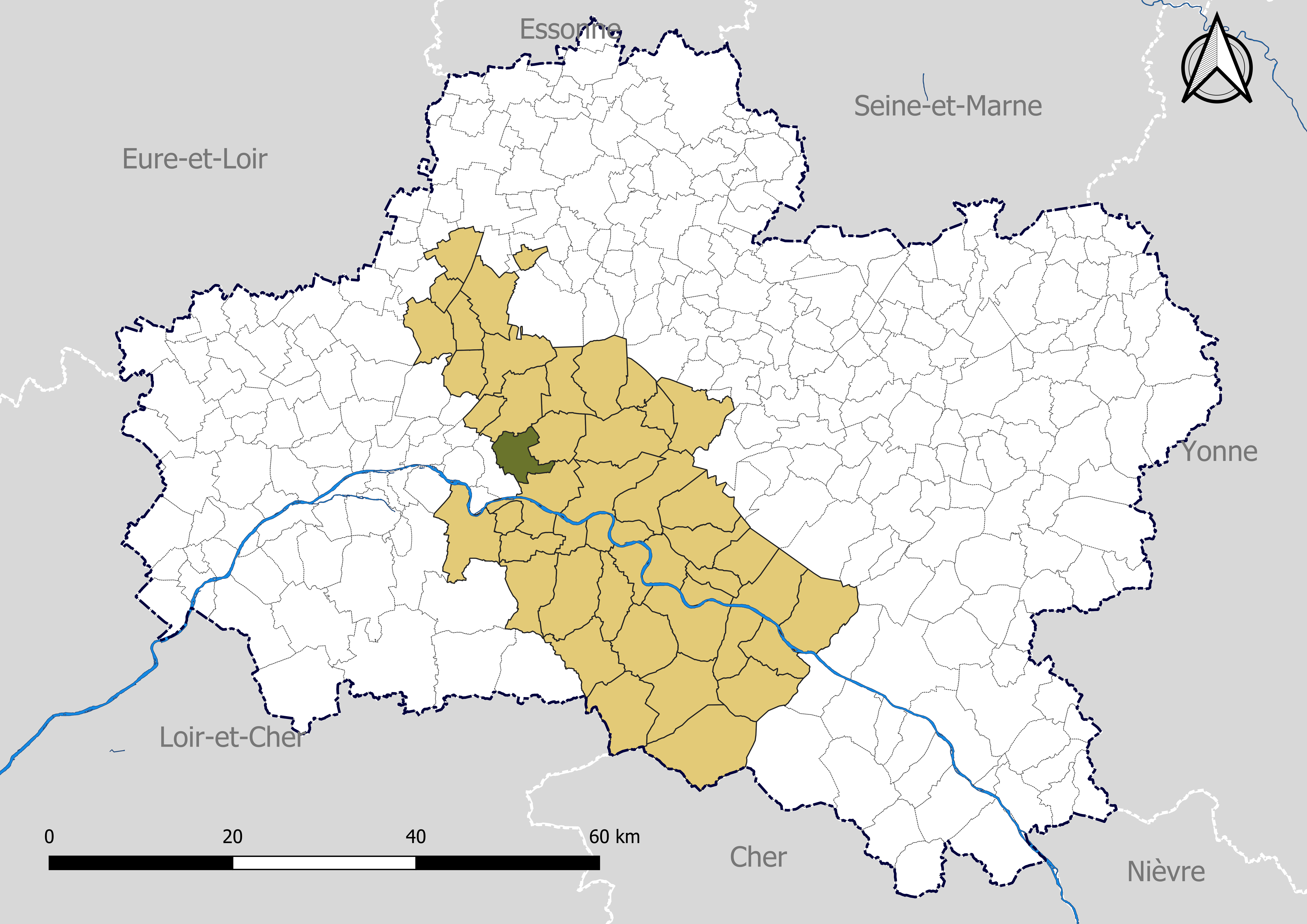
Donnery dans le Pôle d'équilibre territorial et rural (PETR) Forêt d'Orléans-Loire-Sologne en 2020.
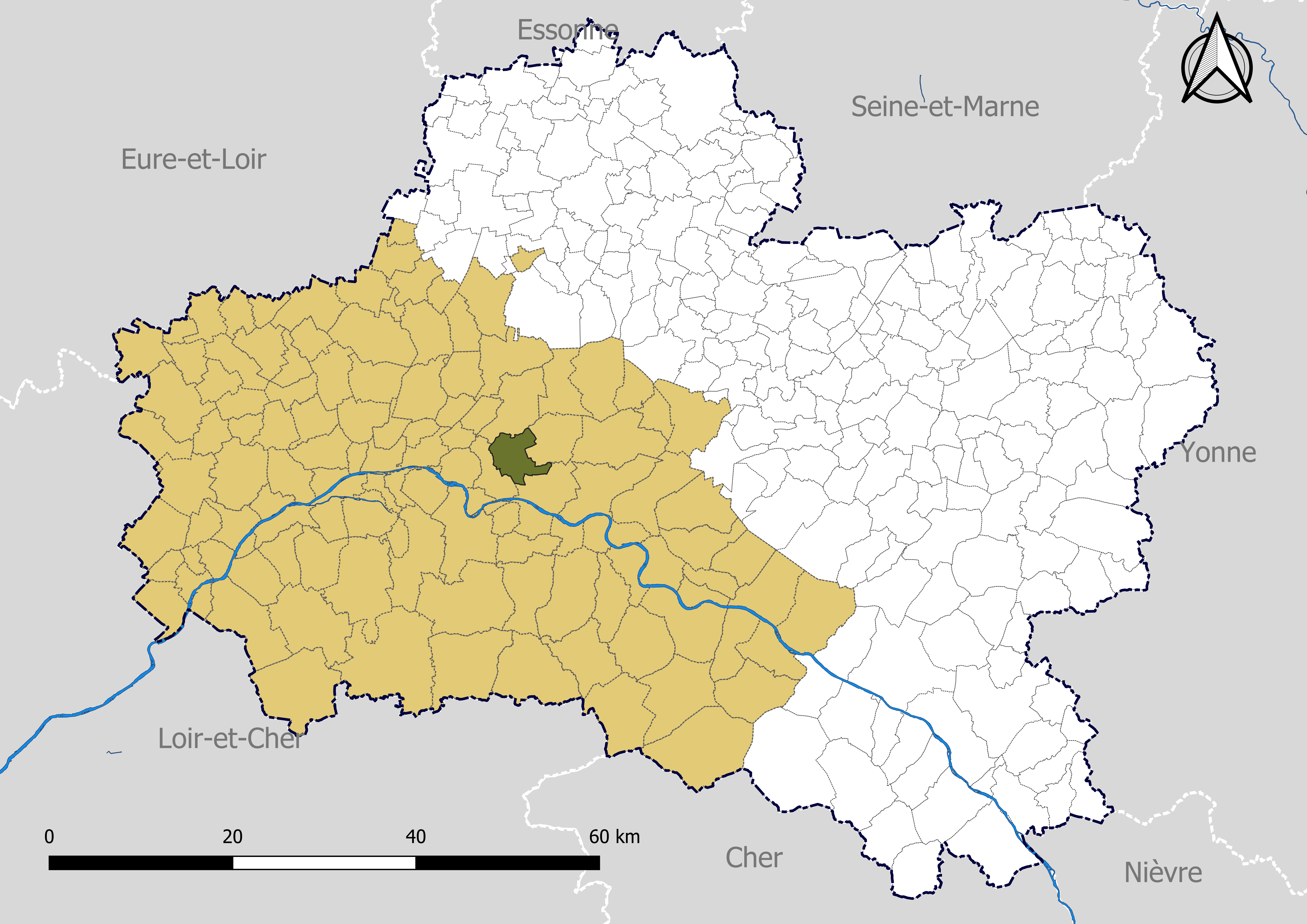
Donnery dans l'arrondissement d'Orléans en 2020.

### Politique et administration municipales

#### Conseil municipal et maire
Depuis les élections municipales de 2014, le conseil municipal  de Donnery, commune de plus de 1 000 habitants, est élu au scrutin proportionnel de liste à deux tours (sans aucune modification possible de la liste), pour un mandat de six ans renouvelable. Il est composé de 23 membres. L'exécutif communal est constitué par le maire, élu par le conseil municipal, parmi ses membres, pour un mandat de six ans, c'est-à-dire pour la durée du mandat du conseil. Daniel Chaufton est maire depuis 2014.

| Période   | Période   | Identité         | Étiquette | Qualité                                         |
| --------- | --------- | ---------------- | --------- | ----------------------------------------------- |
| 1935      | 1959      | Léon Gillet      |           | Cultivateur                                     |
| 1959      | 1971      | Jean Chassagne   | UDR       | Instituteur Député-suppléant d'Henri Duvillard  |
| 1971      | 1977      | Paul Vallette    |           | Propriétaire                                    |
| mars 1977 | mars 2001 | Jacques Cotteray | DVD-MDF   | Enseignant Conseiller général (1994-2008)       |
| mars 2001 | mars 2014 | Célina Grataroli | DVD       | Greffière                                       |
| mars 2014 | En cours  | Daniel Chaufton, |           | Ancien artisan, commerçant ou chef d'entreprise |

### Jumelages
Wiesenbach (Allemagne) depuis le 21 mai 1988.

## Équipements et services

### Environnement

#### Gestion des déchets
En  2016, la commune est membre du SICTOM de la région de Châteauneuf-sur-Loire, créé en 1976. Celui-ci assure la collecte et le traitement des ordures ménagères résiduelles, des emballages ménagers recyclables  et des encombrants en porte à porte et du verre en points d’apport volontaire. Un réseau de dix déchèteries accueille les encombrants et autres déchets spécifiques (déchets verts, déchets dangereux, gravats, ferraille, cartons…). La déchèterie la plus proche de la commune est située sur la commune de Jargeau.L'élimination et la valorisation énergétique des déchets ménagers et de ceux issus de la collecte sélective sont effectuées par le SYCTOM de Gien-Châteauneuf-sur-Loire qui comprend un centre de transfert de déchets ménagers et un centre de stockage de déchets ultimes (CSDU) de classe II à Saint-Aignan-des-Gués ainsi qu'une usine d’incinération des ordures ménagères à Gien-Arrabloy.
Depuis le 1er janvier 2017, la « gestion des déchets ménagers » ne fait plus partie des compétences de la commune mais est une compétence obligatoire de la communauté de communes des Loges en application de la loi NOTRe du 7 août 2015.

#### Production et distribution d'eau
Le service public d’eau potable est une compétence obligatoire des communes depuis l’adoption de la loi du 30 décembre 2006 sur l’eau et les milieux aquatiques. Au 31 décembre 2016, la production et la distribution de l'eau potable sur le territoire communal sont assurées par le syndicat intercommunal d'alimentation en eau potable des Vals de Loire - Bionne - Cens, un syndicat créé en 1994 desservant six communes : Boigny-sur-Bionne, Bou, Chécy, Combleux, Donnery et Mardié, la commune elle-même.
La loi NOTRe du 7 août 2015 prévoit que le transfert des compétences « eau et assainissement » vers les communautés de communes sera obligatoire à compter du 1er janvier 2020. Le transfert d’une compétence entraîne  de  facto  la  mise  à disposition  gratuite  de  plein droit des biens, équipements et services publics utilisés, à la date du transfert, pour l'exercice de ces compétences et la substitution de la communauté dans les droits et obligations des communes,.

#### Assainissement
La compétence assainissement, qui recouvre obligatoirement la collecte, le transport et l’épuration des eaux usées, l’élimination des boues produites, ainsi que le contrôle des raccordements aux réseaux publics de collecte, est assurée  par la commune elle-même.
La commune est raccordée à une station d'épuration située sur le territoire de la commune de Chécy, mise en service le 1er mai 2000 et dont la capacité nominale de traitement est de 25 000 EH, soit 3 750 m3/jour. Cet équipement utilise un procédé d'épuration biologique dit « à boues activées ». Son exploitation est assurée par la SAUR,.
L’assainissement non collectif (ANC) désigne les installations individuelles de traitement des eaux domestiques qui ne sont pas desservies par un réseau public de collecte des eaux usées et qui doivent en conséquence traiter elles-mêmes leurs eaux usées avant de les rejeter dans le milieu naturel. En 2016, la communauté de communes des Loges assure le service public d'assainissement non collectif (SPANC), qui a pour mission de vérifier la bonne exécution des travaux de réalisation et de réhabilitation, ainsi que le bon fonctionnement et l’entretien des installations,.

### Enseignement
La commune est située dans l'académie d'Orléans-Tours et dans la circonscription d'Orléans-Est. La commune possède une école primaire.

## Population et société

### Démographie
Sous l'Ancien Régime, la démographie est estimée en comptabilisant les feux fiscaux :
Démographie estimée en nombre de feux fiscaux
| 1616 | 1665 | 1675 | 1709 | 1713 | 1726 | 1734 | 1741 | 1762 | 1768 | 1786 | 1789 |
| ---- | ---- | ---- | ---- | ---- | ---- | ---- | ---- | ---- | ---- | ---- | ---- |
| 142  | 107  | 100  | 125  | 132  | 112  | 119  | 130  | 345  | 110  | 107  | 102  |

La commune connaît une augmentation spectaculaire de la population entre les recensements de 1975 et 1982 avec la construction d’un ensemble pavillonnaire (les "Grands Billons") de près de 290 lots.
L'évolution du nombre d'habitants est connue à travers les recensements de la population effectués dans la commune depuis 1793. Pour les communes de moins de 10 000 habitants, une enquête de recensement portant sur toute la population est réalisée tous les cinq ans, les populations de référence des années intermédiaires étant quant à elles estimées par interpolation ou extrapolation. Pour la commune, le premier recensement exhaustif entrant dans le cadre du nouveau dispositif a été réalisé en 2006.
En 2022, la commune comptait 2 833 habitants, en évolution de +1,94 % par rapport à 2016 (Loiret : +1,89 %, France hors Mayotte : +2,11 %).
| 1793 | 1800 | 1806 | 1821 | 1831 | 1836 | 1841 | 1846 | 1851 |
| ---- | ---- | ---- | ---- | ---- | ---- | ---- | ---- | ---- |
| 576  | 596  | 622  | 684  | 731  | 696  | 756  | 767  | 820  |

| 1856 | 1861 | 1866 | 1872 | 1876 | 1881 | 1886 | 1891 | 1896 |
| ---- | ---- | ---- | ---- | ---- | ---- | ---- | ---- | ---- |
| 759  | 822  | 843  | 865  | 882  | 880  | 903  | 902  | 818  |

| 1901 | 1906 | 1911 | 1921 | 1926 | 1931 | 1936 | 1946 | 1954 |
| ---- | ---- | ---- | ---- | ---- | ---- | ---- | ---- | ---- |
| 792  | 741  | 721  | 605  | 659  | 634  | 646  | 665  | 684  |

| 1962 | 1968 | 1975 | 1982  | 1990  | 1999  | 2006  | 2011  | 2016  |
| ---- | ---- | ---- | ----- | ----- | ----- | ----- | ----- | ----- |
| 656  | 651  | 805  | 1 961 | 2 054 | 2 022 | 2 287 | 2 603 | 2 779 |

| 2021  | 2022  | - | - | - | - | - | - | - |
| ----- | ----- | - | - | - | - | - | - | - |
| 2 843 | 2 833 | - | - | - | - | - | - | - |

### Sports
- Circuit de moto-cross du moto club de Donnery[126] ;
- Donnery-Fay football club[127] ;
- ACSL: Association Canal Sport Loisir (kayak).

La deuxième étape de Paris-Nice 2022 a emprunté le territoire de la commune.

### Manifestations et festivités
- Le corso fleuri ou Euro Fest'in, fête communale se déroulant durant le week-end de Pentecôte depuis 1977 ou 1978[réf. nécessaire].

## Économie
- En 1998, les groupes Cadbury Schweppes et San Benedetto ouvrent dans la zone industrielle de Terre de Flein une usine de leur filiale commune, la société nationale européenne d'embouteillage[129]. L'usine est rachetée en 2011 par le groupe Orangina Schweppes, filiale du fonds d'investissement japonais Suntory[130] ;
- Le golf d'Orléans-Donnery géré par la société Gaïa Concept, créé en 1952 sur le domaine de la Touche[131].

## Culture locale et patrimoine

### Lieux et monuments

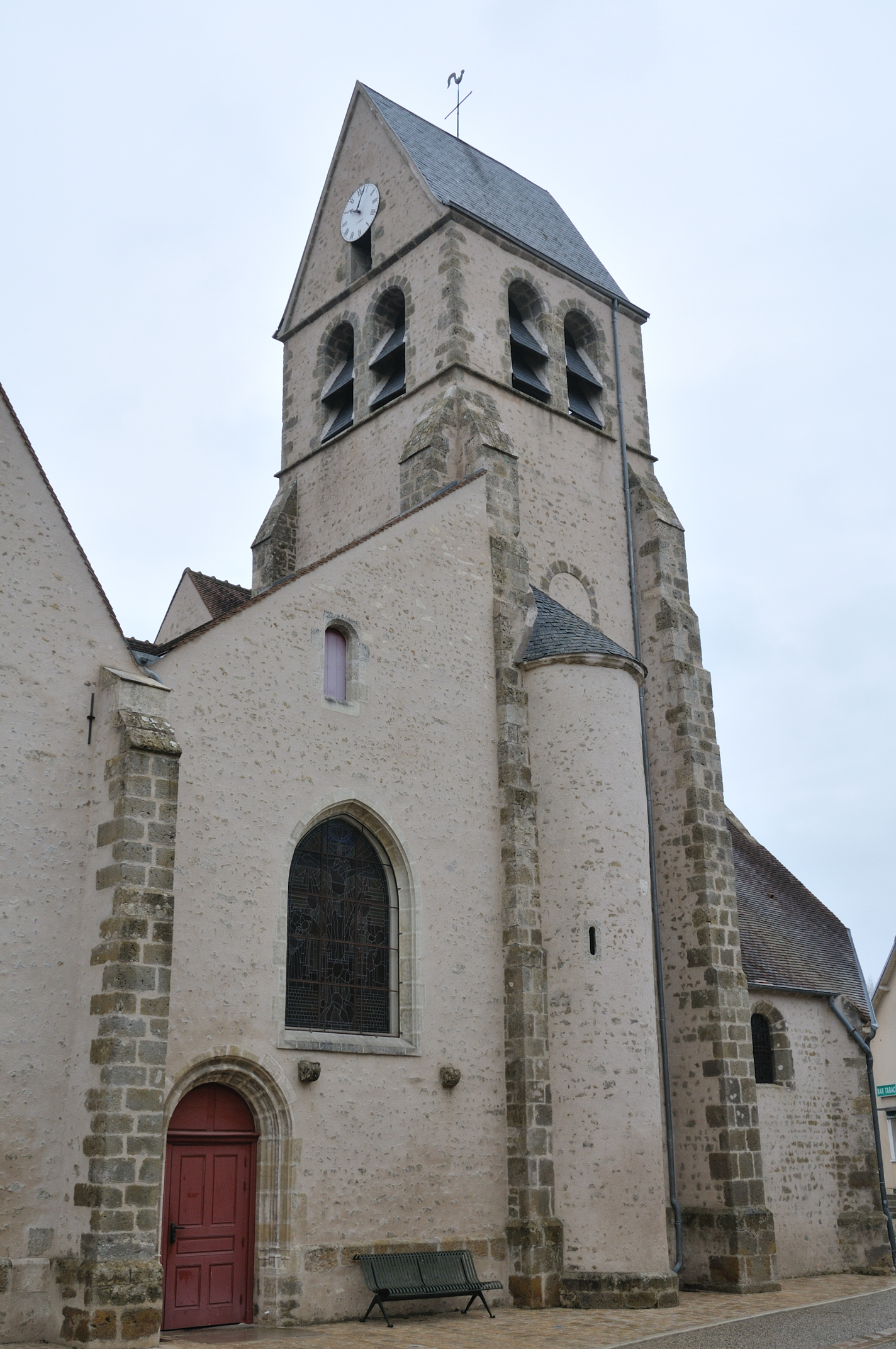
L'église Saint-Étienne.

- Les châteaux d'Alonnes et de la Touche du XIXe siècle (privés) ;
- L’église Saint-Étienne du XIIIe siècle inscrit à l'inventaire des monuments historiques depuis le 26 octobre 1925[A 1] ;
- Le pont de pierre sur l'Oussance[A 2] ;
- La pompe à eau sur le pont de l'Oussance[A 3] ;
- La maison éclusière[A 4] et l’écluse de Donnery[A 5] au niveau du bief de Donnery du canal d'Orléans ;
- Les maisons et caves de marchands de vin qui expédiaient les productions locales vers Paris[A 6].

### Personnalités liées à la commune
- Jacques Vallée des Barreaux (1599-1673) dit "Desbarreaux" ou "des Barreaux", ainsi appelé car seigneur des Barreaux à Donnery. Au XVIIe siècle, les Barreaux étaient une simple métairie. La famille Vallée s'était constitué un important domaine dont les deux pôles étaient Chenailles (à Saint-Denis-de-l'Hôtel) et les Barreaux. Jacques, troisième du nom est connu comme poète libertin. Il délaissa sa charge de conseiller au parlement de Paris pour se consacrer à la poésie et mener une vie libertine. Célibataire, il laissa ses biens après sa mort, à son cousin Claude, seigneur de Chenailles.
- Étienne de Flacourt (1607-1660) et Pierre de Beausse (1598-1665), tous deux fils d'Élisabeth de Loynes. La famille de Loynes d'Orléans possédait la métairie de la Touche qui passa ensuite à Pierre de Beausse et à Charles de Flacourt, fils d'Élisabeth[132].Pierre de Beausse est l'un des associés de la première compagnie française des Indes orientales créée par Richelieu en 1642. Étienne de Flacourt est désigné "Directeur général de la compagnie française d'Orient". De 1648 à 1655, il dirige l'établissement français de Fort-Dauphin à Madagascar.
- Christophe Moyreau (1700-1774), organiste, claveciniste et compositeur orléanais, posséda une maison, au lieu-dit la Voie des Prés, à Donnery[133].Une pièce de clavecin écrite par Moyreau s'intitule : "Le Voyage de Donnery"[134].
- Étienne Lafond (1756-1828) et Antoine Charmet (1766-1819). Tous deux négociants en vin à Paris, possèdent maisons, magasins et caves à Donnery. Ils sont cousins germains et originaires du Beaujolais (Le Breuil). Les deux négociants ont été associés quelques années. Le premier installé à Donnery, est Étienne Lafond qui, d'abord associé avec son oncle Pierre, fait l'acquisition de la "maison du Colombier" (1792) ainsi que des maisons et terrains du bourg depuis le pont sur le canal jusqu'à ladite maison. Au-delà de cette dernière, terrains, magasins, caves et maison bourgeoise sont acquis par Antoine Charmet (1798). L'ensemble des maisons construites depuis le pont jusque qu'au Colombier (ancienne maison d'école), est dû à Étienne Lafond. Celui-ci disposait d'une énorme fortune. Il était l'un des cent plus imposés de la ville de Paris sous le Premier Empire.
- Alexandre Isidore Jarry (1806-1898), avocat à Orléans, chevalier de la Légion d'honneur, propriétaire de la Morinière, beau-père de Ponson du Terrail, a été maire de Donnery durant 45 ans, de 1853 à 1888. À sa mort, il était le doyen des maires du Loiret.
- Pierre Alexis de Ponson dit Ponson du Terrail (1829-1871), écrivain français, habita la propriété des Charmettes sur le bord du canal d'Orléans de 1861 à 1870. Entre 1865 et 1870, il écrit huit romans ayant pour cadre l'Orléanais. Deux d'entre eux, Le Nouveau maître d'école et Mon village ont pour cadre Saint-Donat, nom qu'il donne à Donnery[135].
- Henri Boland (1854-1909), écrivain et journaliste. En 1881, il fait l'acquisition de la maison des Charmettes que Ponson du Terrail avait acquise vingt ans plus tôt. En 1882, il épouse à Donnery, l'une des filles du propriétaire du château d'Allonnes.
- Adrienne Bolland (1895-1975), aviatrice française, est enterrée à Donnery. Septième et dernier enfant de Henri Boland. Durant la guerre, Vinchon, son mari, et elle, faisaient partie du réseau Castille comme chargés de mission. Ils habitaient alors à Donnery dans la ferme d'Allon.
- E. Armand (Lucien-Ernest Juin dit, 1872-1962), militant anarchiste individualiste et propagandiste d'une libre sexualité, vécut à Donnery durant la Première Guerre mondiale, où son épouse Denise Rougeaut était institutrice depuis 1911. En 1916, il fonde à Orléans le journal Par-delà la mêlée sous-titré acrate, individualiste, éclectique, inactuel. Arrêté à Donnery, le 16 octobre 1917, il est condamné le 5 janvier 1918, à cinq années de prison pour complicité de désertion.
- Xavier Beulin, président de la Fédération nationale des syndicats d'exploitants agricoles (FNSEA) de décembre 2010[136] à février 2017, y est né en 1958.

### Héraldique
| Blason de Donnery | Blason  | D'argent aux deux chevrons d'azur. |
| Blason de Donnery | Détails | Ce blason est aussi celui des familles Cazenave, Hyas, Kerrom, Lambin, de Lindenpalm, Raimbert et Rennenberg, toutes n'ayant aucun rapport avec la commune de Donnery. Ce blason n'a pas plus de rapport avec celui de la famille de Foyal d'Allonne qui blasonnait avec quatre chevrons d'argent sur fond de gueules (rouge). |